# Села-при-Збурах
Села-при-Збурах (словен. Sela pri Zburah) — поселення в общині Шмарєшкі Топлиці, регіон Південно-Східна Словенія, Словенія.